# オサーマ・オーマリー
オサーマ・オーマリー（アラビア語: أسامة أومري、Osama Omari、1992年1月10日-）は、シリアのプロサッカー選手。カタール・スターズリーグのカタールSC所属、ポジションはMF。サッカーシリア代表。元U-23同代表。
日本語では、オサマ・オマリと表記されることがある。

## 来歴

### クラブ
アル・ワフダに所属。クラブが優勝した2015年のシリアカップ（共和国杯）決勝では2点目のゴールを決めた。
国際戦ではAFCカップ2014、同2015、同2016に出場し、その全てゴールを記録している。

### 代表
AFC U-22選手権2013に出場。
2018 FIFAワールドカップ・アジア2次予選の対アフガニスタン戦でハットトリックを達成している。

## タイトル
クラブ
 アル・ワフダ
- シリア・プレミアリーグ 2014
- シリア・カップ 2012,2014,2015